# Karlheinz Diez

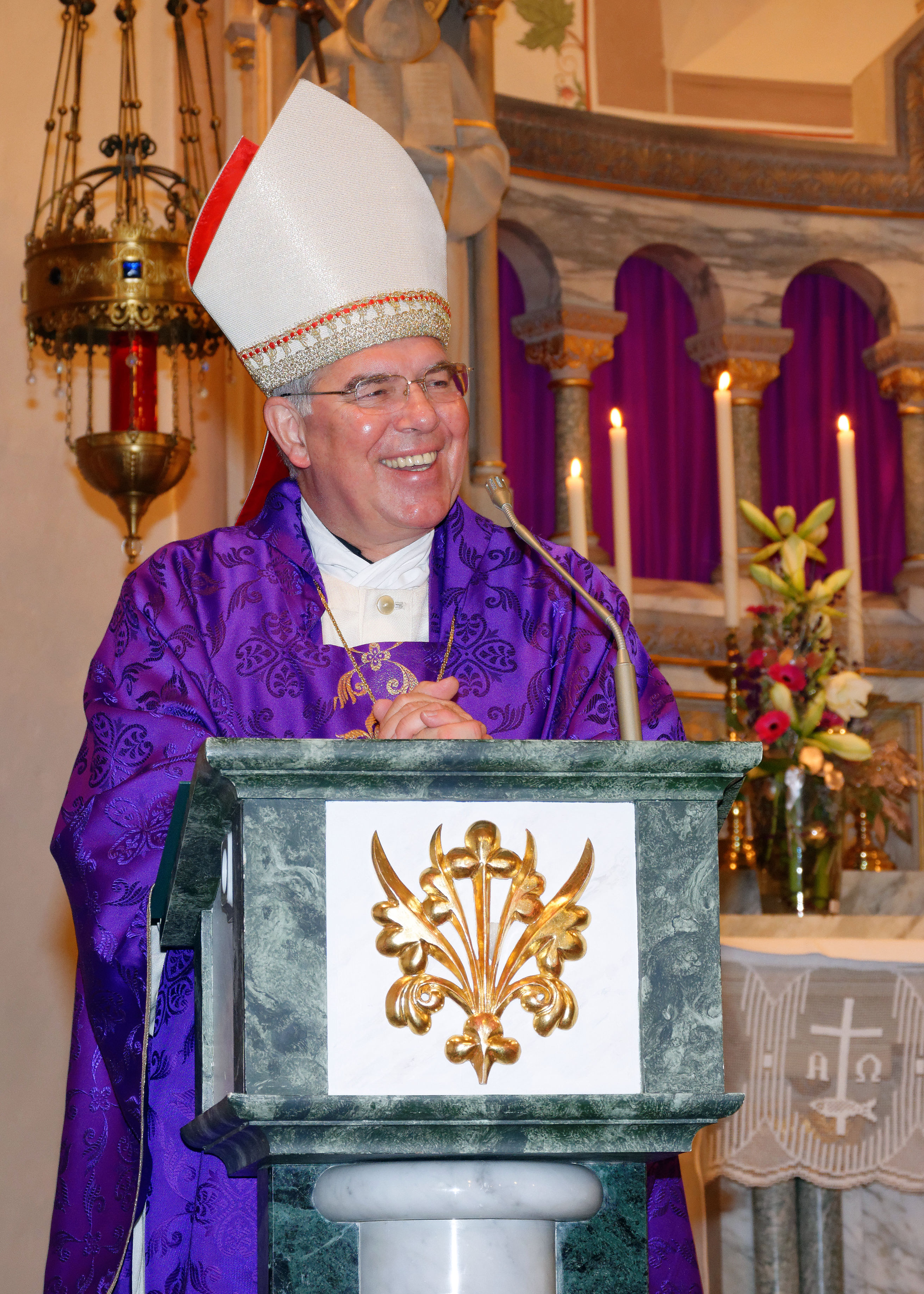
Karlheinz Diez bei der Predigt anlässlich einer Firmung am 30. November 2014 in Dipperz

Bischofswappen von Karlheinz Diez

Karlheinz Diez (* 20. Februar 1954 in Horbach) ist ein römisch-katholischer Geistlicher, Weihbischof und Domdechant in Fulda.

## Leben
Karlheinz Diez wurde am 20. Februar 1954 in Horbach als ältester von drei Söhnen des Ehepaares Raymund und Herta Diez geboren. Seine Gymnasialzeit absolvierte er am Progymnasium in Freigericht-Somborn und dann als Konviktorist am Domgymnasium in Fulda. Nach dem Abitur 1972 trat er ins Fuldaer Priesterseminar ein und setzte seine Ausbildung 1973 im Collegium Germanicum in Rom fort. Dort empfing er aus den Händen des Fuldaer Bischofs Eduard Schick am 19. März 1977 die Diakonweihe. Am 10. Oktober des folgenden Jahres empfing er ebenfalls in Rom durch den Erzbischof von Esztergom, László Kardinal Lékai, das Sakrament der Priesterweihe. Von 1979 bis 1981 arbeitete er als Kaplan in der Pfarrei St. Marien in Kassel.
Im Anschluss begann er sein Promotionsstudium an Päpstlichen Universität Gregoriana in Rom, von der er im Jahr 1985 mit einer Arbeit zum Kirchenverständnis des Petrus Canisius mit dem Titel „Christus und seine Kirche“ zum Doktor der Theologie promoviert wurde. Doktorvater war der spätere Kardinal Karl Josef Becker. Danach begann Diez die Arbeit an seiner Habilitationsschrift, wurde jedoch gleichzeitig mit Aufgaben in der Diözese Fulda betraut. In den Jahren 1985 bis 2000 stand er dem mittlerweile emeritierten Bischof Eduard Schick als Mitarbeiter zur Seite. Von 1989 bis 2000 wirkte er als Subregens am Fuldaer Priesterseminar. Im Jahre 1995 habilitierte er sich in Mainz für das Fach „Dogmatik und ökumenische Theologie“. Seine Habilitationsschrift trägt den Titel „Ecclesia – non est civitas Platonica“. Antworten katholischer Kontroverstheologen des 16. Jahrhunderts auf Martin Luthers „Anfrage an die ‚Sichtbarkeit‘ der Kirche“.
Von März 1993 bis 1996 war Diez Ökumenereferent und wirkte von 1990 bis 1999 als Geistlicher Mentor der angehenden Gemeindereferentinnen und -referenten im Bistum Fulda. 1998 erfolgte seine Ernennung zum ordentlichen Professor für Liturgiewissenschaft an der Theologischen Fakultät Fulda durch Erzbischof Johannes Dyba. 2001/2002 war er von der Fakultätskonferenz der Theologischen Fakultät Fulda zum Prorektor gewählt worden. Bischof Heinz Josef Algermissen ernannte ihn 2002 zum ordentlichen Professor für Dogmatik, Dogmengeschichte und ökumenische Theologie. Papst Johannes Paul II. verlieh ihm im August desselben Jahres den Titel Kaplan Seiner Heiligkeit (Monsignore).
Am 13. Juli 2004 wurde er von Papst Johannes Paul II. zum Titularbischof von Villa Regis und Weihbischof in Fulda ernannt. Am 26. September 2004 empfing er im Dom zu Fulda durch Bischof Heinz Josef Algermissen die Bischofsweihe. Mitkonsekratoren waren der emeritierte Fuldaer Weihbischof Johannes Kapp und der Bischof von Kopenhagen, Czeslaw Kozon.
Karlheinz Diez gehört der Glaubenskommission, der Kommission für Ehe und Familie und der Unterkommission für den interreligiösen Dialog (der Kommission Weltkirche (X)) der Deutschen Bischofskonferenz an.
Nachdem Papst Franziskus den Rücktritt von Bischof Heinz Josef Algermissen angenommen hatte, wählte das Domkapitel Diez am 9. Juni 2018 zum Diözesanadministrator. Bischof Michael Gerber ernannte ihn am 31. März 2019 neben dem Amt des Weihbischofs zum Bischofsvikar für die Liturgie.
Im November 2021 wurde Diez als Nachfolger von Werner Kathrein zum Domdechanten des Fuldaer Domkapitels gewählt.

## Werke
- Christus und seine Kirche. Paderborn, Bonifatius 1987.
- "Ecclesia – non est civitas Platonica". Frankfurt, Knecht 1997.